# Ґултови
Ґултови (пол. Gułtowy, нім. Gulten) — село в Польщі, у гміні Костшин Познанського повіту Великопольського воєводства.
Населення — 1059 осіб (2011).
У 1975-1998 роках село належало до Познанського воєводства.

## Демографія
Демографічна структура станом на 31 березня 2011 року:
|          | Загалом | Допрацездатний вік | Працездатний вік | Постпрацездатний вік |
| -------- | ------- | ------------------ | ---------------- | -------------------- |
| Чоловіки | 535     | 110                | 381              | 44                   |
| Жінки    | 524     | 105                | 307              | 112                  |
| Разом    | 1059    | 215                | 688              | 156                  |